# سیارک ۲۳۸۰۸
سیارک ۲۳۸۰۸ (به انگلیسی: 23808 Joshuahammer، نامگذاری:1998QL42) بیست و سه هزار و هشتصد و هشتمین سیارک کشف شده‌است که در ۱۷ اوت ۱۹۹۸ کشف شد.
قدر مطلق سیارک برابر ۱۴.۸ است.